# Rickie Weeks
Pour les articles homonymes, voir Weeks.
Rickie Darnell Weeks (né le 13 septembre 1982 à Altamonte Springs, Floride, États-Unis) est un ancien joueur de deuxième but et joueur de champ extérieur de la Ligue majeure de baseball.
Il est le frère de Jemile Weeks, de cinq ans son cadet.

## Carrière

### Brewers de Milwaukee

#### Débuts
Rickie Weeks est le deuxième choix au total de la séance de repêchage amateur de 2003 et la sélection de première ronde des Brewers de Milwaukee. Il fait ses débuts avec Milwaukee quelques mois plus tard, le 15 septembre 2003, après avoir fait le saut directement du niveau A aux majeures. Il joue sept parties en fin de saison avec les Brewers, obtenant son premier coup sûr au plus haut niveau le 20 septembre contre le lanceur John Patterson des Diamondbacks de l'Arizona. Weeks est considéré par Baseball America en 2003 le plus brillant joueur d'avenir de l'organisation des Brewers.
En 2004, Weeks joue pour les Stars de Huntsville, le club école de classe Double-A des Brewers.

#### Saison 2005
Rappelé des ligues mineures par les Brewers en juin 2005, il frappe son premier coup de circuit dans les majeures le 25 juin contre Johan Santana des Twins du Minnesota. Il prend part à 96 parties des Brewers durant la saison, frappant dans une moyenne au bâton de ,239 avec 13 circuits et 42 points produits. Il termine sixième au scrutin de la recrue de l'année de la Ligue nationale, un titre décerné à Ryan Howard des Phillies de Philadelphie.

#### Saison 2006
En 2006, Weeks améliore de belle façon sa moyenne au bâton, qui passe à ,279. Il claque huit circuits et produit 34 points. Malgré son nombre relativement modeste de parties jouées en saison régulière (95), il est le joueur de la Nationale le plus souvent atteint par un tir des lanceurs adverses, soit 19 fois.
Reconnu comme un joueur talentueux en offensive, les capacités défensives de Weeks sont toutefois plus problématiques : malgré le fait qu'il n'ait joué à peine un peu plus que des demi-saisons en 2005 et 2006, il est le joueur de deuxième but ayant commis le plus d'erreurs en défensive dans toutes les majeures,. En 2008, il est le deuxième but de la Nationale ayant commis le plus d'erreurs, et il n'est devancé à ce chapitre que par Ian Kinsler, des Rangers du Texas de la Ligue américaine.

#### Saison 2007
En 2007 et 2008, la moyenne au bâton de Weeks chute à ,235 puis ,234. En 2007, il réussit un sommet personnel de 25 vols de but en une saison.

#### Saison 2008
En 2008 il présente ses plus hauts totaux de coups sûrs (111) et de points produits (46).

#### Saison 2009
Une blessure à la main gauche le tient à l'écart du jeu à partir de mai 2009. Il avait pourtant connu un bon départ, frappant pour ,272 avec neuf circuits et 24 points produits en seulement 37 parties jouées avant cette blessure.

#### Saison 2010
De retour en forme dès le début de la saison 2010, Rickie Weeks joue 160 des 162 matchs des Brewers. Il est le frappeur qui se présente le plus souvent au bâton (754) dans toutes les majeures cette année-là, et celui de la Nationale avec le plus grand nombre de présences au bâton officielles (651). Il maintient une moyenne de ,269 avec un nouveau record personnel de 175 coups sûrs. Il établit également de nouveaux sommets depuis le début de sa carrière au chapitre des circuits (29), des points produits (83) et des points marqués (112). Atteint 25 fois par un tir, il est celui le plus souvent touché par un lancer au cours de cette saison. Il atteint 276 fois les sentiers durant la saison : dans tout le baseball majeur en 2010, seuls deux joueurs (Albert Pujols des Cards de Saint-Louis et son coéquipier des Brewers Prince Fielder) compte plus de présences sur les buts que Weeks.

#### Saison 2011
Il reçoit en juillet 2011 sa première invitation au match des étoiles du baseball majeur, alors que les partisans l'élisent comme joueur de deuxième but de la formation partante de la Ligue nationale. Au sein de cet effectif de départ pour le match d'étoiles du 12 juillet, il rejoint ses coéquipiers Prince Fielder au premier but et Ryan Braun au champ extérieur. Blessé à la cheville et placé sur la liste des joueurs inactifs le 28 août, Weeks reprend le travail le 10 septembre, après une longue absence. Il termine la saison régulière avec une moyenne au bâton de ,269 en 118 parties, avec 20 circuits, 49 points produits et 77 points marqués. Le 10 octobre, il cogne son premier circuit en éliminatoires dans le deuxième match de la Série de championnat de la Ligue nationale entre Milwaukee et Saint-Louis.

### Mariners de Seattle
Le 13 février 2015, Weeks signe un contrat d'un an avec les Mariners de Seattle. Il ne frappe que pour ,167 en 37 matchs et 95 passages au bâton pour Seattle, puis est finalement libéré le 22 juin 2015. Durant son bref passage chez les Mariners, il est utilisé au champ extérieur plutôt qu'au deuxième but.

### Diamondbacks de l'Arizona
Le 27 février 2016, il signe un contrat des ligues mineures avec les Diamondbacks de l'Arizona. Il frappe pour ,239 avec 9 circuits et 5 buts volés en 108 matchs des Diamondbacks en 2016 et joue au champ extérieur.

### Rays de Tampa Bay
Weeks joue en 2017 un total de 37 matchs pour les Rays de Tampa Bay, la plupart du temps comme frappeur désigné, mais ne frappe que pour ,216 de moyenne au bâton avant d'être libéré de son contrat le 24 juillet.